# آنکورینا
آنکورینا (نام علمی: Ancorina) نام یک سرده از رده اسفنج‌های شاخی و تیره آنکورینیدا است. آنکورینا سرده شاخص تیره خود است.
این گونه، سوزنه‌های سیلیسیم دی‌اکسیدی بسیاری دارد. اعضای این سرده، از غذاهای لاک‌پشت پوزه‌عقابی هستند.